# تنیس در المپیک تابستانی ۲۰۰۴
تنیس در بازی‌های المپیک تابستانی ۲۰۰۴ نام رویداد ورزش تنیس در بازی‌های المپیک تابستانی بود که در سال ۲۰۰۴ برگزار شد. این مسابقات از ۱۵ تا ۲۲ اوت برگزار شد.

## جدول مدال‌ها
| رتبه | کشور                      | طلا | نقره | برنز | مجموع |
| ۱    | شیلی (CHI)                | ۲   | ۰    | ۱    | ۳     |
| ۲    | بلژیک (BEL)               | ۱   | ۰    | ۰    | ۱     |
| ۲    | چین (CHN)                 | ۱   | ۰    | ۰    | ۱     |
| ۴    | فرانسه (FRA)              | ۰   | ۱    | ۰    | ۱     |
| ۴    | آلمان (GER)               | ۰   | ۱    | ۰    | ۱     |
| ۴    | اسپانیا (ESP)             | ۰   | ۱    | ۰    | ۱     |
| ۴    | ایالات متحده آمریکا (USA) | ۰   | ۱    | ۰    | ۱     |
| ۸    | آرژانتین (ARG)            | ۰   | ۰    | ۱    | ۱     |
| ۸    | استرالیا (AUS)            | ۰   | ۰    | ۱    | ۱     |
| ۸    | کرواسی (CRO)              | ۰   | ۰    | ۱    | ۱     |

## نتایج
| نتایج         | طلا                                    | نقره                                             | برنز                                     |
| انفرادی مردان | نیکولاس ماسو · شیلی                    | مردی فیش · ایالات متحده آمریکا                   | فرناندو گونزالس · شیلی                   |
| دونفره مردان  | فرناندو گونزالس · و نیکولاس ماسو (CHI) | نیکلاس کیفر · و راینر شوتلر (GER)                | ماریو آنچیچ · و ایوان لیوبیچیچ (CRO)     |
| انفرادی زنان  | ژوستین انه · بلژیک                     | آملی مورسمو · فرانسه                             | آلیشیا مولیک · استرالیا                  |
| دونفره زنان   | لی تینگ · و سان تیانتیان (CHN)         | کونچیتا مارتینز · و ویرخینیا روانو پاسکوال (ESP) | پائولا سوارز · و پاتریشیا تارابینی (ARG) |